# Guy Stockwell
Guy Harry Stockwell (* 16. November 1933 in Hollywood, Kalifornien; † 7. Februar 2002 in Prescott, Arizona) war ein US-amerikanischer Schauspieler.

## Leben
Stockwell wurde als Sohn des Schauspielers Harry Stockwell und seiner Frau Nina geboren. Er war zudem älterer Bruder von Dean Stockwell. Guy Stockwell folgte seiner Familie ins Schauspielgeschäft und begann seine Karriere 1959, bekannt wurde er dann zwischen 1961 und 1962 mit der Serie Adventures in Paradise. Für das Kino spielte er meist in Abenteuerfilmen, nachdem er 1965 einen Dreijahresvertrag bei Universal Studios erhalten hatte; seine Hauptarbeit lieferte er aber in etwa 250 Fernsehrollen, meist Auftritten in Serien wie Knight Rider, Magnum, Bonanza, Columbo und vielen anderen, ab.
Als Gründer des Los Angeles Art Theater genoss Stockwell einen guten Ruf als Schauspiellehrer. Er war dreimal verheiratet und hatte drei Kinder.

## Filmografie (Auswahl)
- 1959: Die Haltlosen (The Beat Generation)
- 1959: Immer die verflixten Frauen (Ask Any Girl)
- 1961–1962: Adventures in Paradise (Fernsehserie, 26 Folgen)
- 1963: Zorro mit den drei Degen (Le tre spade di Zorro)
- 1965: Die Normannen kommen (The War Lord)
- 1965: New York Expreß (Blindfold)
- 1966: … und jetzt Miguel (And Now Miguel)
- 1966: Tausend Gewehre für Golden Hill (The Plainsman)
- 1966: Drei Fremdenlegionäre (Beau Geste)
- 1967: Tobruk
- 1967: 25 000 Dollar für einen Mann (Banning)
- 1967: Der Pirat des Königs (The King’s Pirate)
- 1971: The Gatling Gun – Das Maschinengewehr (The Gatling Gun)
- 1974: Giganten am Himmel (Airport 1975)
- 1974: Die Wiege des Bösen (It’s Alive)
- 1983: Ein Colt für alle Fälle (The Fall Guy, Fernsehserie, zwei Folgen)
- 1988: Grotesk (Grotesque)
- 1989: Santa Sangre